# De maan (film)
De maan (Russisch: Луна, Loena) is een Sovjet-Russische film geregisseerd door Pavel Kloesjantsev. De film combineert twee genres: populairwetenschappelijke documentaire en sciencefiction. Hij bestaat uit twee delen. In het eerste deel worden de laatste resultaten van het wetenschappelijke maanonderzoek uit de doeken gedaan. De wetenschappers vertellen over de maanzeeën, temperatuur van het maanoppervlak, de maanbodem en dergelijke. In het tweede deel neemt het verhaal een sciencefictionwending. De toekomstige maanexploratie, van de eerste maanlanding tot de maanbases, wordt getoond door middel van animatie en speciale effecten.
Deze benadering (combinatie van documentaire en sciencefiction) is typisch voor Pavel Kloesjantsev zijn werk. 